# Дел Норте
Дел Норте (на английски: Del Norte) е град в окръг Рио Гранде, щата Колорадо, САЩ. Дел Норте е с население от 1705 жители (2000) и обща площ от 2,2 km². Намира се на 2403 m надморска височина. ЗИП кодът му е 81132, а телефонният му код е 719.